# Luciano Bruno
Luciano Bruno est un boxeur italien né le 23 mai 1963 à Foggia.

## Carrière
Il remporte aux Jeux olympiques d'été de 1984 à Los Angeles la médaille de bronze dans la catégorie poids welters.

## Palmarès

### Jeux olympiques
- Médaille de bronze en -67 kg aux Jeux de 1984 à Los Angeles,  États-Unis